# NK Travnik
El NK Travnik (serbio: НК Травник) es un club de fútbol bosnio de Travnikp y fundado en 1922. El equipo disputa sus partidos como local en el Stadion Pirota y juega en la Premijer Liga.

## Palmarés
- Prva Liga Federacija Bosne i Hercegovine: 2

2003, 2007.